# Liste des conseillers généraux de la Somme de 1958 à 1961
 (août 2023).
Si vous disposez d'ouvrages ou d'articles de référence ou si vous connaissez des sites web de qualité traitant du thème abordé ici, merci de compléter l'article en donnant les références utiles à sa vérifiabilité et en les liant à la section « Notes et références ».
Cet article dresse la liste des 41 membres du Conseil général de la Somme élus lors de l'élection cantonale de 1958, ainsi que les changements intervenus en cours de mandature.

## Composition du conseil général de laSomme(41 sièges)

### Assemblée départementale en début mandature
| Parti                                          | Sigle | Sigle | Élus | Groupe                                  |
| ---------------------------------------------- | ----- | ----- | ---- | --------------------------------------- |
| Centre-gauche (34 sièges)                      |       |       |      |                                         |
| Parti radical-socialiste                       |       | Rad.  | 19   | Radical et radical-socialiste           |
| Section française de l'Internationale ouvrière |       | SFIO  | 14   | Socialiste                              |
| Divers gauche                                  |       | DVG   | 1    | Socialiste                              |
| Droite (4 sièges)                              |       |       |      |                                         |
| Centre national des indépendants et paysans    |       | CNIP  | 2    | Républicains indépendants et populaires |
| Mouvement républicain populaire                |       | MRP   | 1    | Républicains indépendants et populaires |
| Divers droite                                  |       | DVD   | 1    | Non inscrit                             |
| Gauche (3 sièges)                              |       |       |      |                                         |
| Parti communiste français                      |       | PCF   | 3    | Communiste                              |
| Président du Conseil Général                   |       |       |      |                                         |
| Max Lejeune (SFIO)                             |       |       |      |                                         |

### Assemblée départementale en fin mandature
| Parti                                          | Sigle | Sigle | Élus | Groupe                                  |
| ---------------------------------------------- | ----- | ----- | ---- | --------------------------------------- |
| Centre-gauche (34 sièges)                      |       |       |      |                                         |
| Parti radical-socialiste                       |       | Rad.  | 19   | Radical et radical-socialiste           |
| Section française de l'Internationale ouvrière |       | SFIO  | 14   | Socialiste                              |
| Divers gauche                                  |       | DVG   | 1    | Socialiste                              |
| Droite (4 sièges)                              |       |       |      |                                         |
| Centre national des indépendants et paysans    |       | CNIP  | 2    | Républicains indépendants et populaires |
| Mouvement républicain populaire                |       | MRP   | 1    | Républicains indépendants et populaires |
| Union pour la nouvelle République              |       | UNR   | 1    | Non inscrit                             |
| Gauche (3 sièges)                              |       |       |      |                                         |
| Parti communiste français                      |       | PCF   | 3    | Communiste                              |
| Président du Conseil Général                   |       |       |      |                                         |
| Max Lejeune (SFIO)                             |       |       |      |                                         |

## Liste des conseillers généraux de la Somme
| Canton                 | Conseillers                | Partis | Partis                  | Changements                |
| ---------------------- | -------------------------- | ------ | ----------------------- | -------------------------- |
| Abbeville-Nord         | Robert Viarre              |        | SFIO                    |                            |
| Abbeville-Sud          | Max Lejeune                |        | SFIO                    |                            |
| Acheux-en-Amiénois     | Raymond de Wazières        |        | Rad.                    |                            |
| Ailly-le-Haut-Clocher  | Bernard Maisant            |        | SFIO                    |                            |
| Ailly-sur-Noye         | William Classen            |        | Rad.                    |                            |
| Albert                 | Henri Potez                |        | Rad.                    |                            |
| Amiens-Nord-Ouest      | Augustin Dujardin          |        | PCF                     | Élection invalidée en 1961 |
| Amiens-Nord-Est        | Léon Dupontreué            |        | PCF                     |                            |
| Amiens-Sud-Est         | Camille Goret              |        | SFIO                    |                            |
| Amiens-Sud-Ouest       | Maurice Vast               |        | SFIO                    |                            |
| Ault                   | Gilbert Defacques          |        | Rad.                    |                            |
| Bernaville             | Maurice Crépin             |        | SFIO                    |                            |
| Boves                  | Charles Houllier           |        | Rad.                    |                            |
| Bray-sur-Somme         | Jean-Claude Bouchend'homme |        | Rad.                    |                            |
| Chaulnes               | Jean Gilbert-Jules         |        | Rad.                    |                            |
| Comble                 | Robert Marlot              |        | Rad.                    |                            |
| Conty                  | René Clabault              |        | Rad.                    |                            |
| Corbie                 | Paul Domisse               |        | SFIO                    |                            |
| Crécy-en-Ponthieu      | Hélène Loeuillet           |        | SFIO                    |                            |
| Domart-en-Ponthieu     | Jean Martin                |        | PCF                     | Décédé le 18 juillet 1959  |
| Domart-en-Ponthieu     | René Lamps                 |        | PCF                     | Election partielle de 1959 |
| Doullens               | Kléber Mopty               |        | Rad.                    |                            |
| Gamaches               | Marcelle Delabie           |        | Rad.                    |                            |
| Hallencourt            | Albert Lefebvre            |        | Rad.                    | Décédé le 31 janvier 1961  |
| Ham                    | Émile Luciani              |        | UNR (DVD jusqu'en 1958) |                            |
| Hornoy-le-Bourg        | Charles Dufour             |        | SFIO                    |                            |
| Molliens-Vidame        | Léon Cathue                |        | Rad.                    |                            |
| Montdidier             | Jean Doublet               |        | CNIP                    |                            |
| Moreuil                | Charles Damay              |        | MRP                     |                            |
| Moyenneville           | Edouard Delozières         |        | SFIO                    |                            |
| Nesle                  | Pierre Doutrellot          |        | SFIO                    |                            |
| Nouvion                | Albert Fourcy              |        | SFIO                    | Décédé le 11 octobre 1959  |
| Nouvion                | Ernest Lecuyer             |        | SFIO                    | Election partielle de 1959 |
| Oisemont               | Pierre Vasseur             |        | Rad.                    |                            |
| Péronne                | Daniel Boinet              |        | Rad.                    |                            |
| Picquigny              | Eugène Leclercq            |        | Rad.                    |                            |
| Poix-de-Picardie       | Henri Rameau               |        | Rad.                    |                            |
| Roisel                 | Paul Lejeune               |        | Rad.                    |                            |
| Rosières-en-Santerre   | Jean Millet                |        | DVG                     |                            |
| Roye                   | André Coël                 |        | SFIO                    |                            |
| Rue                    | Gabriel Deray              |        | SFIO                    |                            |
| Saint-Valery-sur-Somme | René Delepierre            |        | CNIP                    |                            |
| Villers-Bocage         | Richard Vilbert            |        | Rad.                    |                            |

Noms en gras : élus lors des élections cantonales de 1958